# Stachouka
Stachouka (biał. Стахоўка; ros. Стаховка, Stachowka) – wieś na Białorusi, w obwodzie witebskim, w rejonie orszańskim, w sielsowiecie Krapiuna.
Obok Stachouki znajduje się węzeł drogi magistralnej M8 z drogą republikańską R22.